# Новобурлуцька сільська рада
Новобурлу́цька сільська́ ра́да — адміністративно-територіальна одиниця та орган місцевого самоврядування в Печенізькому районі Харківської області. Адміністративний центр — село Новий Бурлук.

## Загальні відомості
Новобурлуцька сільська рада утворена в 1929 році.
- Територія ради: 63,34 км²
- Населення ради: 850 осіб (станом на 2001 рік)
- Територією ради протікає річка Бурлучок.

## Населені пункти
Сільській раді підпорядковані населені пункти:
- с. Новий Бурлук

## Склад ради
Рада складається з 14 депутатів та голови.
- Голова ради:
- Секретар ради: Старікова Наталія Іванівна

### Керівний склад попередніх скликань
| Прізвище, ім'я, по батькові | Основні відомості                                                          | Дата обрання | Дата звільнення |
| --------------------------- | -------------------------------------------------------------------------- | ------------ | --------------- |
| Карацюба Іван Васильович    | Сільський голова, 1952 року народження, член Соціалістичної партії України | 26.03.2006   | 01.02.2010      |
| Деніщич Сергій Сергійович   | Сільський голова, 1966 року народження, освіта вища, безпартійний          | 20.06.2010   | 31.10.2010      |
| Деніщич Сергій Сергійович   | Сільський голова, 1966 року народження, освіта вища, член Партії регіонів  | 31.10.2010   | 04.12.2014      |

Примітка: таблиця складена за даними сайту Верховної Ради України

### Депутати
За результатами місцевих виборів 2010 року депутатами ради стали:

#### За суб'єктами висування
| Суб'єкт висування                                       | Кількість обраних депутатів | %    |
| ------------------------------------------------------- | --------------------------- | ---- |
| Партія регіонів                                         | 9                           | 64,3 |
| Політична партія Всеукраїнське об'єднання «Батьківщина» | 2                           | 14,3 |
| Самовисування                                           | 2                           | 14,3 |
| Аграрна партія України                                  | 1                           | 7,1  |

#### За округами
| № округу                                                | Прізвище, ім'я, по батькові       | Дата визнання обраним | Освіта  | Партійна приналежність                        | Відомості про обраного депутата                             |
| ------------------------------------------------------- | --------------------------------- | --------------------- | ------- | --------------------------------------------- | ----------------------------------------------------------- |
| Аграрна партія України                                  |                                   |                       |         |                                               |                                                             |
| 14                                                      | Кормілець Олександр Петрович      | 01.11.2010            | середня | член Аграрної партії України                  | тимчасово не працює                                         |
| Партія регіонів                                         |                                   |                       |         |                                               |                                                             |
| 1                                                       | Маренич Олексій Васильович        | 01.11.2010            | середня | член Партії регіонів                          | Фермерське господарство «Віка», голова                      |
| 3                                                       | Маренич Олександр Іванович        | 01.11.2010            | середня | член Партії регіонів                          | ТОВ агрофірма «Шанс», інженер                               |
| 4                                                       | Уваренко Сергій Миколайович       | 01.11.2010            | вища    | позапартійний                                 | приватний підприємець                                       |
| 6                                                       | Василенко Володимир Миколайович   | 01.11.2010            | середня | позапартійний                                 | фермерське господарство «Гай», водій                        |
| 7                                                       | Чугай Віталій Іванович            | 01.11.2010            | середня | позапартійний                                 | одноосібник                                                 |
| 8                                                       | Пріщенкова Світлана Олександрівна | 01.11.2010            | вища    | позапартійна                                  | Новобурлуцький навчально-виховний комплекс, вихователь      |
| 10                                                      | Ребров Олександр Анатолійович     | 01.11.2010            | середня | позапартійний                                 | ТОВ "Агрофірма «Шанс», механізатор                          |
| 11                                                      | Додіван Володимир Васильович      | 01.11.2010            | середня | член Партії регіонів                          | фермерське господарство «Гай», водій                        |
| 12                                                      | Максименко Володимир Васильович   | 01.11.2010            | середня | член Партії регіонів                          | фермерське господарство «Гай», тракторист                   |
| Політична партія Всеукраїнське об'єднання «Батьківщина» |                                   |                       |         |                                               |                                                             |
| 2                                                       | Мутазаккі Тетяна Михайлівна       | 01.11.2010            | вища    | член Всеукраїнського об'єднання «Батьківщина» | Новобурлуцький навчально-виховний комплекс, вчитель історії |
| 13                                                      | Ронзик Володимир Павлович         | 01.11.2010            | середня | член Всеукраїнського об'єднання «Батьківщина» | тимчасово не працює                                         |
| Самовисування                                           |                                   |                       |         |                                               |                                                             |
| 5                                                       | Гриценко Ольга Олексіївна         | 01.11.2010            | вища    | позапартійна                                  | Новобурлуцький навчально-виховний комплекс, директор        |
| 9                                                       | Старікова Наталія Іванівна        | 01.11.2010            | вища    | позапартійна                                  | Новобурлуцька сільська рада, секретар                       |